# Андреевка (Стельмаховский сельский совет)
Андре́евка (укр. Андріївка; до 2016 г. Ро́зовка) — село в Сватовском районе Луганской области Украины.

## Население
Население по данным всеукраинской переписи 2001 года составляло 67 человек, по данным на 2018 год — 17 человек.

## История
В марте 2022 года Андреевка была захвачена армией РФ в ходе вторжения России на Украину, в октябре 2022 года возвращена под контроль Украины.
Село повторно оккупировано.